# Các bản phân phối SUSE Linux
SUSE Linux (/ˈsuːsə/ or /ˈsuːzə/; tiếng Đức: [ˈzuːzə]) là một hệ điều hành máy tính. Nó được xây dựng từ mã nguồn của Linux kernel và phân phối cùng với  các phần mềm hệ thống và  và ứng dụng từ các dự án khác. SUSE Linux có nguồn gốc từ Đức, cơ bản là một từ viết tắt của "Software und System-Entwicklung" (Phát triển phần mềm và hệ thống), và đã được phát triển chủ yếu ở châu Âu. Phiên bản đầu tiên ra mắt đầu năm 1994, khiến SUSE một trong những bản phân phối thương mại hiện tại lâu đời nhất. Nó được biết đến với công cụ cấu hình YaST của nó.
Novell mua lại SUSE (hay "SuSE") và các thương - nhãn hiệu năm 2003. Novell, là thành viên sáng lập của Open Invention Network, quyết định trao cho cộng đồng một phần quan trọng trong quá trình phát triển của mình bằng việc mở rộng việc phát triển bản phân phối với các đóng góp bên ngoài năm 2005, tạo ra bản phân phối openSUSE  và tổ chức openSUSE Project. Novell thuê hơn 500 nhà phát triển làm việc trên SUSE năm 2004. Ngày 27/4/2011 2011, Novell (và SUSE) được The Attachmate Group mua lại, đưa SUSE thành một bộ phận kinh doanh riêng biệt. Sau đó, tháng 10/2014, toàn bộ Attachmate Group, bao gồm cả SUSE, đã được công ty Anh Micro Focus International mua lại. SUSE tiếp tục hoạt động như một đơn vị kinh doanh độc lập.

## Lịch sử

### Nhà phát triển
Gesellschaft für Software und System Entwicklung mbH (Lit. Company for Software and System Development) được thành lập 2/9/1992 tại Nuremberg, Đức, bởi Roland Dyroff, Thomas Fehr, Burchard Steinbild, và Hubert Mantel. Ba trong số những người sáng lập vẫn còn là sinh viên toán học tại một trường đại học; Fehr đã tốt nghiệp và đang làm việc như một kỹ sư phần mềm.
Ý tưởng ban đầu là công ty sẽ phát triển phần mềm và chức năng như một nhóm tư vấn UNIX. Theo Mantel, nhóm quyết định phân phối Linux, cung cấp hỗ trợ.
Tên của họ khi thành lập là "S.u.S.E" là viết tắt trong tiếng Đức của "Software und System-Entwicklung", nghĩa là "Phát triển phần mềm và hệ thống". Tên đầy đủ chưa bao giờ được dùng, tuy nhiên, công ty được biết đến là "S.u.S.E", được viết tắt thành "SuSE" tháng 10/1998 và cho đến nay được đổi thành "SUSE".

SUSE Geeko official plush toy

Logo và linh vật hiện nay của bản phân phối là tắc kè hoa đeo mạng có tên chính thức là, "Geeko" (từ ghép giữa "Gecko" và "geek"), sau một cuộc thi. Cũng như với tên của công ty, các thiết kế logo "Geeko" đã phát triển qua thời gian để phản ánh những thay đổi tên.

#### Nguyên bản
Công ty bắt đầu như một nhà cung cấp dịch vụ, và thường phát hành các gói phần mềm  cho các phân phối khác bao gồm cả Softlanding Linux System (SLS, đã ngừng phát triển) và Slackware. Ngoài ra họ in hướng dẫn sử dụng UNIX/Linux và cung cấp các hỗ trợ kỹ thuật.
Các sản phẩm bên thứ ba của SUSE ban đầu sử dụng những đặc điểm và được quản lý bởi SUSE trong kiểu các nhau:
- Vào giữa 1992, Peter MacDonald đã tạo ra một bản phân phối Linux hoàn thiện được biết đến là SLS, trong đó cung cấp các yếu tố như X và TCP/IP.[cần dẫn nguồn]  Nó được phân phối cho những người muốn có Linux thông qua đĩa mềm.[6]

- Năm 1993, Patrick Volkerding đã dọn dẹp SLS Linux, phát hành một phiên bản mới hơn là Slackware.
- Năm 1994, hỗ trợ với Patrick Volkerding, Slackware được dịch sang tiếng Đức, được đánh dấu là phiên bản đầu tiên của S.u.S.E. Linux 1.0. Nó được phát hành đầu tiên qua đĩa mềm, sau đó là đĩa CD.

Để xây dựng nó thành bản phân phối Linux riêng biệt, S.u.S.E đã dùng bản phân phối jurix (bây giờ không còn) làm điểm khởi đầu. Jurix được tạo bởi Florian La Roche, người đã gia nhập nhóm S.u.S.E. Ông bắt đầu phát triển YaST, công cụ cài đặt và cấu hình mà sẽ trở thành trong tâm của bản phân phối.
Năm 1996, bản phân phối đầu tiên dưới tên S.u.S.E Linux được phát hành là "S.u.S.E Linux 4.2". số phiên bản đã gây ra nhiều tranh luận: nó nên là phiên bản 1.1, nhưng nó là khởi đầu của một bản phân phối mới. sử dụng số hiệu 4.2 là một tham chiếu có chủ ý với câu trả lời cho "Câu hỏi lớn về cuộc sống, vũ trụ và mọi thứ" của cuốn tiểu thuyết khoa học viễn tưởng Hitchhiker's Guide to the Galaxy của nhà văn Anh Douglas Adams. Số hiệu phiên bản đầu tiên của YaST, "0.42",là một tham chiếu tương tự.

#### Sự mở rộng
Qua thời gian, SuSE Linux kết hợp nhiều khía cạnh của Red Hat Linux, ví dụ như trình quản lý gói RPM và cấu trúc file của nó.
S.u.S.E. trở thành bản phân phối Linux lớn nhất ở Đức. Năm 1997, SuSE, LLC được thành lập dưới sự chỉ đạo của Chủ tịch và Giám đốc điều hành James Gray ở Oakland, California, cho phép công ty để phát triển thị trường Linux ở châu Mỹ và châu Á. Trong khi Red Hat là phổ biến tại Mỹ, SuSE Linux tiếp tục phát triển ở Đức cũng như ở các nước Bắc Âu như Phần Lan và Thụy Điển. Trong tháng 10/1998, tên chính thức được đổi thành, SuSE (không có dấu chấm). Linus Torvalds, người sáng tạo ra hạt nhân Linux, sử dụng nó khá thường xuyên. SuSE xâm nhập thị trường Anh năm 1999.
Năm 2001, công ty đã buộc phải giảm bớt đáng kể nhân viên của mình để tồn tại.

### Novell

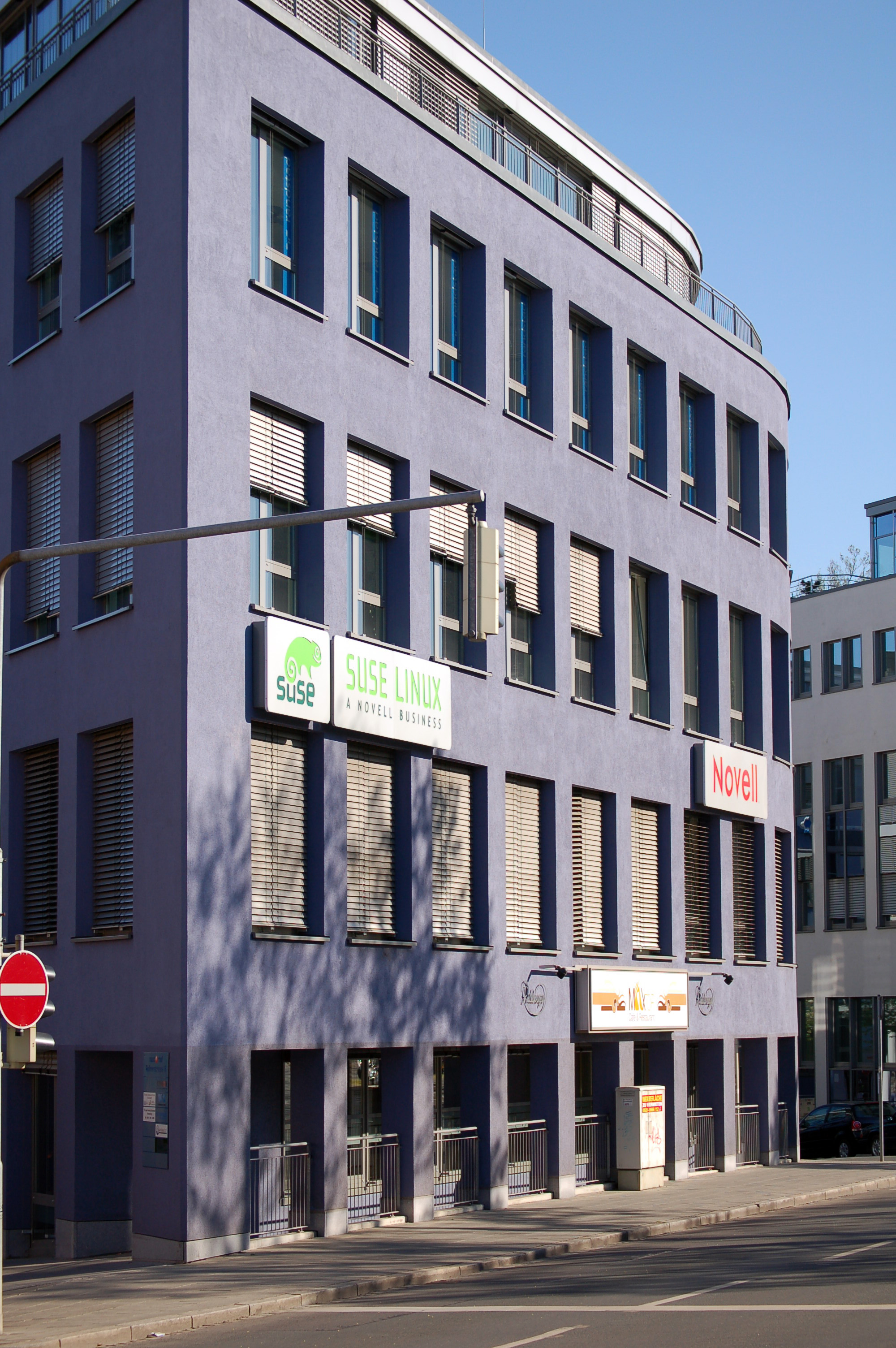
Trụ sở của SUSE/Novell ở Nürnberg

Ngày 04 tháng 11 năm 2003, Novell công bố sẽ mua SuSE Linux AG với giá 210 triệu USD. Việc mua lại đã được hoàn tất vào tháng 1/2004.
Trong một bước tiến để tiếp cận các khách hàng của mình hiệu quả hơn, SuSE giới thiệu SUSE Linux Enterprise Server năm 2001, và vài tháng trước khi bị Novell mua lại, công ty đã đổi tên thành "SUSE Linux". "SUSE"  bây giờ là một cái tên, không phải là viết tắt.
Theo J. Philips, chiến lược gia công nghệ khu vực châu Á-Thái Bình Dương của Novell, Novell sẽ không "trong trung hạn" thay đổi cách thức mà SUSE được phát triển. Tại hội nghị thường niên BrainShare của Novell năm 2004, lần đầu tiên, tất cả các máy tính của họ đã chạy SUSE Linux  và nó đã được thông báo rằng chương trình quản lý SUSE độc quyền YaST2 sẽ được phát hành theo giấy phép GPL.

#### Dự án openSUSE
Ngày 4/8/2005, Novell công bố rằng loạt SUSE Professional sẽ trở nên cởi mở hơn, với sự ra mắt của cộng đồng Dự án openSUSE. Phần mềm này luôn luôn là nguồn mở, nhưng openSUSE mở quá trình phát triển, cho phép các nhà phát triển và người sử dụng để kiểm tra và phát triển nó. Trước đây, tất cả các công việc phát triển đã được thực hiện trong nội bộ của SUSE. Phiên bản 10.0 là phiên bản đầu tiên được cung cấp thử nghiệm phiên bản beta công cộng
SUSE Linux 10.0 bao gồm cả ứng dụng mã nguồn mở và độc quyền và phiên bản đóng gói bán lẻ. Như một phần của sự thay đổi, dịch vụ YaST Online Update được truy cập miễn phí đối với tất cả người dùng SUSE Linux, và cũng lần đầu tiên, GNOME được nâng cấp vị thế ngang hàng với KDE truyền thống.

#### Thỏa thuận với Microsoft
Ngày 3/11/2006 (làm mới 25/7/2011), Novell ký một thỏa thuận với Microsoft  bao gồm cải thiện khả năng của SUSE để tương thích với Microsoft Windows, quảng bá/tiếp thị chéo của cả hai sản phẩm và bằng sáng chế cấp phép chéo. Thỏa thuận này được coi là gây tranh cãi của một số thành viên trong cộng đồng phần mềm tự do

### Attachmate Group tiếp quản
Ngày 22/11/2010, Novell cho biết họ đã đồng ý thỏa thuận mua lại của The Attachmate Group với giá 2.2 tỉ USD. Attachmate Group có kế hoạch chia tách Novell thành 2 đơn vị với SUSE trở thành một doanh nghiệp độc lập, và nó dự kiến không thay đổi mối quan hệ giữa việc kinh doanh SUSE và Dự án openSUSE là kết quả của giao dịch này.
Bộ tư pháp Mỹ tuyên bố rằng để tiến hành giai đoạn đầu tiên của việc mua lại các bằng sáng chế nhất định và các ứng dụng bằng sáng chế từ Novell Inc., CPTN Holdings LLC và chủ sở hữu của nó sẽ phải thay đổi thỏa thuận ban đầu của họ để giải quyết mối quan tâm về chống độc quyền của Bộ. Bộ này.cho rằng, như đề xuất ban đầu, thỏa thuận này sẽ gây nguy hiểm cho khả năng của phần mềm mã nguồn mở, chẳng hạn như Linux, để tiếp tục đổi mới và cạnh tranh trong việc phát triển và phân phối các hệ điều hành máy chủ, máy tính để bàn, và hệ điều hành di động cũng như middleware và ảo hóa các sản phẩm.
Các quy định liên quan đến cấp giấy phép bằng sáng chế là:
- Tất cả các bằng sáng chế của Novell sẽ được mua lại theo các giấy phép GNU General Public License Version 2, một giấy phép mã nguồn mở sử dụng rộng rãi, và Open Invention Network (OIN) License, giấy phép quan trọng đối với các hệ thống Linux
- CPTN không có quyền hạn chế các giấy phép đó, nếu có, phải có sẵn trong giấy phép OIN; và
- Cả CPTN cũng như các chủ sở hữu của nó không được có bất kỳ tuyên bố hay hành động nào nhằm gây ảnh hưởng hay khuyến khích cả Novell hoặc Attachmate thay đổi các cấp phép đã được phát hành theo giấy phép OIN.

The acquisition was completed on ngày 27 tháng 4 năm 2011. Subsequently, on ngày 23 tháng 7 năm 2011 The Attachmate Group launched a new website for the SUSE business.

### Sáp nhập với Micro Focus
Ngày 20/11/2014, Attachmate Group sáp nhập với Micro Focus để thành lập Micro Focus Group. SUSE được hoạt động như một đơn vị kinh doanh riêng biệt với một danh mục sản phẩm chuyên dụng.

### Phiên bản

#### Các bản phân phối SUSE
| Dự án                              | Phien bản | Ngày phát hành | Kết thúc Hỗ trợ | Phiên bản Linux kernel |
| ---------------------------------- | --------- | -------------- | --------------- | ---------------------- |
| S.u.S.E Linux (dựa trên Slackware) | 3/94      | 29/3/1994      | ????            | 1.0                    |
| S.u.S.E Linux (dựa trên Slackware) | 7/94      | 07/1994        | ????            | 1.0.9                  |
| S.u.S.E Linux (dựa trên Slackware) | 11/94     | 11/1994        | ????            | 1.1.62                 |
| S.u.S.E Linux (dựa trên Slackware) | 4/95      | 04/1995        | ????            | 1.2.9                  |
| S.u.S.E Linux (dựa trên Slackware) | 8/95      | 08/1995        | ????            | 1.1.12                 |
| S.u.S.E Linux (dựa trên Slackware) | 11/95     | 11/1995        | ????            | 1.2.13                 |
| S.u.S.E Linux (dựa trên jurix)     | 4.2       | 05/1996        | ????            | 2.0.0                  |
| S.u.S.E Linux (dựa trên jurix)     | 4.3       | 09/1996        | ????            | 2.0.18                 |
| S.u.S.E Linux (dựa trên jurix)     | 4.4       | 05/1997        | ????            | 2.0.23(25?)            |
| S.u.S.E Linux (dựa trên jurix)     | 4.4.1     | ????           | ????            | 2.0.28                 |
| S.u.S.E Linux (dựa trên jurix)     | 5.0       | 07/1997        | ????            | 2.0.30                 |
| S.u.S.E Linux (dựa trên jurix)     | 5.1       | 10/1997        | ????            | 2.0.32                 |
| S.u.S.E Linux (dựa trên jurix)     | 5.2       | 23/03/1998     | 2000            | 2.0.33                 |
| S.u.S.E Linux (dựa trên jurix)     | 5.3       | 10/09/1998     | 2000            | 2.0.35                 |
| SuSE Linux                         | 6.0       | 21/12/1998     | 2000            | 2.0.36                 |
| SuSE Linux                         | 6.1       | 07/04/1999     | 2001            | 2.2.6                  |
| SuSE Linux                         | 6.2       | 12/08/1999     | 2001            | 2.2.10                 |
| SuSE Linux                         | 6.3       | 25/11/1999     | 10/12/2001      | 2.2.13                 |
| SuSE Linux                         | 6.4       | 09/03/2000     | 17/06/2002      | 2.2.14                 |
| SuSE Linux                         | 7.0       | 27/09/2000     | 04/11/2002      | 2.2.16                 |
| SuSE Linux                         | 7.1       | 21/04/2001     | 16/05/2003      | 2.2.18 / 2.4.0         |
| SuSE Linux                         | 7.2       | 15/06/2001     | 01/10/2003      | 2.2.19 / 2.4.4         |
| SuSE Linux                         | 7.3       | 13/10/2001     | 15/12/2003      | 2.4.9                  |
| SuSE Linux                         | 8.0       | 22/04/2002     | 30/06/2004      | 2.4.18                 |
| SuSE Linux                         | 8.1       | 30/09/2002     | 31/01/2005      | 2.4.19                 |
| SuSE Linux                         | 8.2       | 07/04/2003     | 14/07/2005      | 2.4.20                 |
| SUSE Linux Enterprise              | 9.0       | 15/10/2003     | 15/12/2005      | 2.4.21 / 2.6.1         |
| SUSE Linux Enterprise              | 9.1       | 23/04/2004     | 30/06/2006      | 2.6.4                  |
| SUSE Linux Enterprise              | 9.2       | 25/10/2004     | 31/10/2006      | 2.6.8                  |
| SUSE Linux Enterprise              | 9.3       | 16/04/2005     | 30/04/2007      | 2.6.11                 |
| SUSE Linux Enterprise              | 10.0      | 17/07/2006     | 31/12/2007      | 2.6.16                 |
| SUSE Linux Enterprise              | 10.1      | 18/06/2007     | 30/11/2008      | 2.6.16.46              |
| SUSE Linux Enterprise              | 10.2      | 19/05/2008     | 11/04/2010      | 2.6.16.60              |
| SUSE Linux Enterprise              | 10.3      | 12/10/2009     | 11/10/2011      | 2.6.16.60              |
| SUSE Linux Enterprise              | 10.4      | 12/04/2011     | 31/07/2013      | 2.6.16.60              |
| SUSE Linux Enterprise              | 11.0      | 24/03/2009     | 31/12/2010      | 2.6.27                 |
| SUSE Linux Enterprise              | 11.1      | 02/06/2010     | 31/08/2012      | 2.6.32                 |
| SUSE Linux Enterprise              | 11.2      | 29/02/2012     | 31/01/2014      | 3.0.13                 |
| SUSE Linux Enterprise              | 11.3      | 01/07/2013     | 31/01/2016      | 3.0.76                 |
| SUSE Linux Enterprise              | 11.4      | 3/10/2015      | 31/03/2019      | 3.0.101                |
| SUSE Linux Enterprise              | 12.0      | 10/10/2014     | 30/06/2016      | 3.12                   |
| SUSE Linux Enterprise              | 12.1      | 22/12/2015     | 31/05/2017      | 3.12                   |
| SUSE Linux Enterprise              | 12.2      | 8/11/2016      | TBD             | 4.4                    |
| Dự án                              | Phiên bản | Ngày phát hành | Kết thúc hỗ trợ | Phiên bản Linux kernel |

## Họ các phân phối SUSE
SUSE Linux có mặt dưới 2 thương hiệu, openSUSE và SUSE Linux Enterprise. openSUSE là bản phân phối tự do, cộng đồng và được điều hành bởi  Dự án openSUSE. Nó bao gồm một số công nghệ mới nhất của Linux và được thiết kế cho người dùng cá nhân và những người đam mê. SUSE Linux Enterprise là giải pháp mã nguồn mở được thử nghiệm và chứng nhận cho các doanh nghiệp lớn của Suse.

### openSUSE và SUSE Linux Enterprise
openSUSE là một dự án cộng đồng tự do, phát hành các phiên bản tương đối, trên cơ sở thường xuyên và tổng quát, sử dụng các phiên bản mới nhất của dự án mã nguồn mở khác nhau mà nó bao gồm.
SUSE Linux Enterprise là phiên bản thương mại của SUSE, SUSE phát hành ít thường xuyên hơn, cho phép nó cung cấp hỗ trợ hiệu quả hơn cho các doanh nghiệp sản xuất và triển khai. Nó được chứng nhận cho một loạt các ứng dụng doanh nghiệp và cung cấp một số tính năng doanh nghiệp đặc biệt bao gồm, tính sẵn sàng cao và điểm bán phần mở rộng. Trong lịch sử SUSE sử dụng một tập hợp con rất nhiều thử nghiệm của gói từ openSUSE Linux như là cơ sở cho SUSE Linux Enterprise.

### SUSE Linux Enterprise Server và Desktop
SUSE cung cấp SUSE Linux Enterprise Server và SUSE Linux Enterprise Desktop. Các phiên bản này chú trọng vào các gói tin phù hợp với mục đích riêng của nó. Ví dụ, SUSE Linux Enterprise Desktop không có Apache Web Server, và SUSE Linux Enterprise Server không có Xgl/Compiz.
Ngược lại, openSUSE không có phân phối riêng biệt cho máy chủ, máy tính để bàn và máy tính bảng. Thay vào đó, các kho của nó chứa các phần mềm cần thiết, và sử dụng các mô hình cài đặt như nhau.

## openSUSE Linux
openSUSE được quản lý bởi Cộng đồng Dự án openSUSE và được tài trợ bởi SUSE, để phát triển và duy trì các thành phần SUSE Linux. Nó là tương đương với lịch sử "SuSE Linux Professional". Sau khi mua lại SUSE Linux, Novell (bây giờ là SUSE) đã quyết định cho phép cộng đồng tham gia vào quá trình phát triển của họ.
Nó có một chu kỳ phát triển lý thuyết là 8 tháng và vòng đời (thời gian của các bản cập nhật quan trọng) là 18 tháng kể từ ngày phát hành. Nó đầy đủ và tự do có sẵn để tải về ngay lập tức.
openSUSE là bản phân phối Linux phổ biến thứ sáu đến năm 2013 và thứ 4 năm 2014, theo DistroWatch.

## SUSE Linux Enterprise
SUSE phát triển nhiều sản phẩm hướng tới các "doanh nghiệp". Những sản phẩm kinh doanh nhắm mục tiêu môi trường doanh nghiệp, với vòng đời sản phẩm lớn (10 năm, mở rộng đến 13), chu kỳ phát triển dài (6 đến 18 tháng), là một bảo đảm sự ổn định với chi phí tiềm năng của tốc độ phát triển, hỗ trợ ký thuật, và được chứng nhận bởi các nhà cung cấp phần cứng, phần mềm độc lập. SUSE Linux Enterprise chỉ để bán (cập nhật giá)
SUSE Linux Enterprise có ít gói tin hơn so với openSUSE. Hầu hết sự khác biệt là các ứng dụng máy tính để bàn là phù hợp với người tiêu dùng hơn là cho kinh doanh. Các sản phẩm doanh nghiệp là:
- SUSE Linux Enterprise Server (SLES) là một hệ điều hành máy chủ theo định hướng nhắm vào môi trường doanh nghiệp.
- SUSE Linux Enterprise Real Time là một phiên bản sửa đổi của SLES hỗ trợ các hoạt động có độ trễ thấp, nơi các yếu tố thời gian là rất quan trọng.
- SUSE Linux Enterprise Desktop là một hệ điều hành máy tính để bàn định hướng nhắm vào môi trường doanh nghiệp.
- SUSE Linux Enterprise Thin Client (SLETC) là một phiên bản sửa đổi của SLED nhắm vào thiết bị đầu cuối khách hàng yếu.

Khi được cài đặt sử dụng một Linux kernel, Novell Open Enterprise Server (OES) dùng SUSE Linux Enterprise Server làm nền tảng. Sản phẩm này cũng được biết là OES-Linux.
SUSE Linux Enterprise được bao gồm với giấy phép VMware vSphere, up until ngày 25 tháng 6 năm 2014 for 'free', as noted on SUSE Partners website Lưu trữ ngày 15 tháng 9 năm 2019 tại Wayback Machine

## SUSE Studio
SUSE Studio của SUSE là một giao diện web (xây dựng bằng Ruby on Rails) đến KIWI của openSUSE và công cụ Open Build Service.  Nó cho phép người dùng kết hợp một bản phân phối Linux tùy chỉnh đồ họa và tạo đầu ra bao gồm một lượng lớn các máy ảo và ảnh đĩa.